# Сартичала
Сартичала (груз. სართიჭალა) — село в Грузии, на территории Гардабанского муниципалитета края (мхаре) Квемо-Картли. 

## Название
В дореволюционной России село называлось Сартачалы.

## География
Село находится в юго-восточной части Грузии, на правом берегу реки Иори, на расстоянии приблизительно 26 километров (по прямой) к северо-западу от города Гардабани, административного центра муниципалитета. Абсолютная высота — 707 метров над уровнем моря.

## Население
По результатам официальной переписи населения 2014 года в Сартичале проживало 6009 человек (2972 мужчины и 3037 женщин). В национальной структуре населения грузины составляли 98,4 %, азербайджанцы — 1 %.
| Год  | Население, человек |
| ---- | ------------------ |
| 2002 | 7041               |
| 2014 | ↘ 6009             |